# 七合一
七合一指的是历史上巴斯克地區的七个传统省份：南巴斯克地区（西班牙）的阿拉瓦、吉普斯夸、納瓦拉、比斯开和北巴斯克地区（法国）的拉布尔、下纳瓦拉、苏勒。此外，“七合一”也是巴斯克地区纹章的名称，其由6个部分组成，分别代表各省，而纳瓦拉和下纳瓦拉在16世纪初以前是统一的，故共用一个图案，即納瓦拉王國的纹章。